# Бісока (комуна)
Бісока (рум. Bisoca) — комуна у повіті Бузеу в Румунії. До складу комуни входять такі села (дані про населення за 2002 рік):
- Белтегарі (221 особа)
- Бісока (278 осіб) — адміністративний центр комуни
- Лакуріле (470 осіб)
- Лопетеряса (292 особи)
- Плеші (490 осіб)
- Реча (384 особи)
- Серіле (586 осіб)
- Шиндріла (241 особа)

Комуна розташована на відстані 131 км на північ від Бухареста, 44 км на північ від Бузеу, 104 км на захід від Галаца, 86 км на схід від Брашова.

## Населення
За даними перепису населення 2002 року у комуні проживали 2962 особи, усі — румуни. Усі жителі комуни рідною мовою назвали румунську. За віросповіданням усі жителі комуни — православні.